# Acanthocercus cyanogaster
Acanthocercus cyanogaster là một loài thằn lằn trong họ Agamidae. Loài này được Rüppell mô tả khoa học đầu tiên năm 1835.